# Копань (Гомельская область)
Копань (бел. Капа́нь) — деревня в Борщевском сельсовете Речицкого района Гомельской области Белоруссии.

## География
На юге и севере граничит с лесом.

### Расположение
В 10 км на восток от Речицы, 3 км от железнодорожной станции Сенозавод в Сенная (на линии Гомель — Калинковичи), 46 км от Гомеля.

### Гидрография
На реке Жерель (приток реки Днепр), на востоке сеть мелиоративных каналов. Недалеко расположены озёра Буснежье, Гадынь.

## Транспортная сеть
Транспортные связи по просёлочной, затем автомобильной дороге Калинковичи—Гомель. Планировка состоит из криволинейной улицы, близкой к меридиональной ориентации, к которой с востока присоединяется чуть изогнутая улица. Застройка неплотная, деревянная, усадебного типа. Кругом деревни расположены садоводческие кооперативы.

## История
По письменным источникам известна с XIX века как селение в Телешевской волости Гомельского уезда Могилёвской губернии. В 1847 году местный помещик владел 1351 десятиной земли, переправой, водяной и ветряной мельницами. Согласно переписи 1897 года действовали школа грамоты, хлебозапасный магазин.
В 1926 году работали почтовый пункт, школа. С 8 декабря 1926 года до 2 апреля 1959 года центр Копанского сельсовета Дятловичского, с 4 августа 1927 года Речицкого районов Гомельского (до 26 июля 1930 года) округа, с 20 февраля 1938 года Гомельской области. В 1930 году организован колхоз. 72 жителя погибли на фронтах Великой Отечественной войны. Согласно переписи 1959 года в составе совхоза «Борщевка» (центр — деревня Борщевка). Располагались начальная школа, библиотека, фельдшерско-акушерский пункт, отделение связи, клуб.
В состав Копанского сельсовета входили: до середины 1930-х годов хутор Лесная Стража, до 1950-х годов — деревня Одверница (в настоящее время не существуют).

## Население

### Численность
- 2004 год — 111 хозяйств, 252 жителя.

### Динамика
- 1897 год — 68 дворов, 390 жителей (согласно переписи).
- 1909 год — 70 дворов, 471 житель.
- 1926 год — 124 двора, 572 жителя.
- 1959 год — 600 жителей (согласно переписи).
- 2004 год — 111 хозяйств, 252 жителя.

## Культура
- Клуб народных традиций ГУК «Речицкий районный центр культуры и народного творчества»

## Известные уроженцы
- Нелли Ивановна Тулупова (Лисовская) — поэтесса.